# Aymara
|  | Denne artikel omhandler den etniske gruppe Aymara. For sproget, se Aymara (sprog) |
Aymara eller Aimara (aymara: aymara  hør ?) er en oprindelig nation i Sydamerika lokaliseret i Andesbjergene og på højsletten Altiplano; der lever omkring 2 millioner aymaraer i Bolivia, Peru og Chile. Aymaraerne udgør i Bolivia ca. 20 % af landets befolkning og er landets største gruppe af oprindelige folk.
Aymarafolket levede i området i flere århundreder, men blev omkring slutningen af 1400-tallet og begyndelsen af 1500-tallet underlagt Inkariget. Ved Spaniens kolonisering af Sydamerika blev aymaraerne underlagt det spanske koloniimperium. I forbindelse med den bolivianske frihedskrig (1809–25) blev aymarafolket indbyggere i de nye nationer Bolivia og Peru. Ved salpeterkrigen (1879–83) erobrede Chile områder, der var beboet af Aymaraerne. Aymaraerne skelner selv mellem bolivianske og chilenske aymaraer.
De fleste nuværende aymaraer lever i området omkring Titicacasøen og på Altiplano. Det nuværende bycentrum i den nuværende aymara-region er byen El Alto. Aymaraerne er kendt for deres kunstfærdige fremstilling af tekstiler baseret på uld fra lama, alpaka og kanin.

## Historie
Arkæologer har fundet dokumentation for, at aymaraerne har beboet andesregionen i det, der i dag udgør det vestlige Bolivia, det sydlige Peru og det nordlige Chile, i mindst 800 år, eller mere end 5.000 år ifølge nogle estimater. Aymaraernes oprindelse er ikke klarlagt.
Regionen, hvor tiwanakuerne og de nutidige aymaraer bor, Altiplano, blev erobret af Inkaerne under Huayna Capac (1483–1523), men den præcise periode for erobringen er ukendt. Det er meget sandsynligt, at inkaerne havde stor indflydelse over Aymara-regionen i en længere periode. Inkaernes arkitektur på den tid synes at være inspireret af den ældre stil benyttet af Tiwanaku-folket i området. Selvom aymaraerne blev underlagt inkaerne, bevarede aymaraerne en vis grad af autonomi inden for Inkariget.
De spanske erobrere klassificerede senere en række etniske grupper som Aymara i forsøget på at inddele de oprindelige folk i området. Inddelingen var baseret på en række stammer under forskellige høvdinge og omfattede følgende: Charqa, Qharaqhara, Quillaca, Asanaqui, Carangas, SivTaroyos, Haracapi, Pacajes, Lupacas, Soras og række mindre stammer. Ved mødet med spanierne levede disse grupper i det område, der i dag udgør Bolivia.
Lingvister har erfaret, at der tidligere er blevet talt aymara langt længere nordpå, helt op til det centrale Peru. De fleste lingvister med speciale i Andesregionens sprog anser det for sandsynligt, at aymara er opstået i dette område. De herskende klasser blandt inkaerne har muligvis talt aymara inden inkarigets ekspansion, hvorunder inkaerne talte Quechua. Til støtte for denne teori taler, at der i området omkring Cuzco findes mange stednavne på aymara. Inkaernes såkaldte "hemmelige sprog", som der er refereret til i historiske tekster, kan have været en form for aymara.
Aymaraer udkonkurrerede og erstattede på fredelig vis de oprindelige Uruer, der levede i områderne omkring Titicacasøen og Poopósøen. Uruerne levede i disse områder på traditionel levevis så sent som i 1930'erne. Der lever fortsat uruer i området omkring Titicacasøen, men uruernes oprindelige sprog og religion dyrkes ikke længere.
Ved den store landreform i 1952, der omfordelte retten til jorden i Bolivia, opnåede aymaraerne en vis form for anerkendelse og indflydelse i det bolivianske samfund.

## Sprog
Aymaraernes sprog er Aymara. Aymara er anerkendt som officielt sprog i Bolivia sammen med spansk og en række andre indfødte sprog.
I de områder hvor spansk er et fremtrædende sprog, taler mange aymaraer spansk som andetsprog. En dialekt er "sydlig aymara", der tales af indbyggerne i Titicacaregionen.
I lighed med de øvrige sprog blandt de oprindelige amerikanere (bortset fra visse af sprogene i Mesoamerika) var aymara ved spaniernes indtrængen alene et talt sprog, og aymaraerne havde således ikke et skriftsprog. Der blev i det 20. århundrede gjort en række forsøg på at skabe et anerkendt skriftsprog for aymara baseret på det latinske alfabet, og op gennem det 20. århundrede blev en række forskellige alfabeter anvendt. Det gældende alfabet er Alfabeto Unificado, et alfabet, der tillige benyttes som alfabet for quechua. Alfabeto Unificado blev ved dekret i 1985 i Bolivia og i 1986 i Peru anerkendt som det officielle alfabet for aymara.

## Geografi
De fleste nuværende aymaraer lever i området omkring Titicacasøen og på Altiplano. Hovedstaden, eller centrum, af den gamle aymara-civilisation er ukendt. Ifølge antropologen John Murra fra Cornell University bestod den tidlige aymara-civilisation af mindst syv forskellige kongedømmer. Hovedstaden i kongedømmet Lupaqa var byen Chucuito, beliggende ved Titicacasøens bred.
Det nuværende bycentrum i den nuværende aymara-region er byen El Alto, der er beliggende på kanten af Altiplano grænsende op til Bolivias administrative hovedstad La Paz. Igennem det meste af det 20. århundrede var det bymæssige centrum for aymarakulturen Chuquiyapu Marka (aymarask for byen La Paz).

## Oprindelige og nutidige erhverv
De oprindelige Aymaraer holdt husdyr og dyrkede jorden i et omfang, der var tilstrækkeligt til at forsyne familien med fødevarer. Det barske klima, højden og dårlig jordkvalitet begrænsede mulighederne for at domesticere og kultivere dyr og planter til landbrugsformål. Aymaraerne tilpassede sig de vanskelige vilkår ved at domesticere bestemte dyr og ved at dyrke særlige afgrøder, hvoraf nogle fortsat er unikke for Andesregionen (alpaka, lama, quinoa) og andre (bl.a. kartofler og majs) der siden har spredt sig over resten af verden.
Aymaraerne udviklede tidligt frysetørring som en metode til at langtidsopbevare fødevarer, primært kartoffelmel, der den dag i dag indgår i traditionelle retter i området. Frysetørring sker ved at udnytte de kraftige temperatursvingninger i højderne, hvor der kan blive meget koldt om natten, og hvor solens stråler om dagen kan være kraftige.
Regionens betydelige højdeforskelle indebærer, at der indenfor et begrænset geografisk område er en betydelig variation i klimaet, og aymaraerne har udnyttet dette ved ofte at dyrke jord i forskellige højder.
Mange aymaraer lever og bor i dag som "campesionos" (jordbrugere) på Altiplano. Altiplano er beliggende i ca. 4 kilometers højde, hvorfor betingelserne for agerdyrkning er vanskelige. Primære afgrøder er kartofler, majs, quinoa og forskellige bælgplanter og bønner.
Aymaraerne har igennem århundreder dyrket og tygget cocaplanter. Cocablade indgår i traditionel medicin, ligesom bladene anvendes til rituelle ofringer til solguden Inti og til gudinden Pachamama (moder jord). Igennem det forrige århundrede opstod ofte konflikter mellem de statslige myndigheder og aymaraerne om dyrkningen af cocaplanten, da dele af produktionen blev brugt til fremstilling af kokain og eksporteret til andre sydamerikanske lande eller direkte til Europa eller USA. Brugen af coca til medicinske og rituelle formål spiller imidlertid en central rolle blandt aymaraerne og quechuaerne. Siden den sidste del af det 20. århundrede er cocaens rituelle anvendelse blevet et symbol på kulturel identitet.
Handel (primært med landbrugsprodukter) er traditionelt domineret af kvinder, der bringer varerne til lokale markeder, hvor de fleste produkter sælges. Tidligere var økonomi baseret på byttehandel normal, men de fleste varer sælges i dag for penge. I landsbyer på landet forekommer dog fortsat byttehandel i større omfang.
Udover landbrugsvarer fremstiller og sælger aymraerne lertøj og tekstiler. Aymaraerne er kendt for deres kunstfærdige fremstilling af tekstiler baseret på uld fra lama, alpaka og kanin.

## Kultur
Aymaraerne anvender Wiphalaen som flag. Wiphalaen er inkaernes traditionelle flag og består af et kvadratisk stof med syv farver, der opdeles i 7×7 kvadratiske felter. Fordelingen af farverne varierer fra region til region. Aymaraernes valgte variant af Wiphalaen er Qullasuyu, da aymaraerne primært er bosiddende i den tidligere Inka-provins Qullasuyu. Aymaraernes flag blev i 2009 i Bolivias forfatning gjort til et nationalt symbol og sidestillet med Bolivias traditionelle trefarvede flag.
Aymaraerne er angiveligt det eneste folkeslag, der opfatter fremtid som værende bag dem, hvorimod fortiden er placeret foran dem.
Aymaraerne har en lang tradition for samfundsmæssig lighed. Kollektiv ejendomsret til landbrugsjord inden for den lokale geografiske enhed var normal. De enkelte familier ejede den jord, hvorpå familiens hus var placeret, men landbrugsjorden var undergivet kontrol af af det lokale samfund ("ayllu"), der foretog en årlig (om)fordeling af landbrugsjorden blandt aylluens medlemmer. Aylluernes betydning blandt nutidens aymaraer er dog ikke så dominerende som tidligere og i dag er privat ejerskab også til landbrugsjord almindelig.
Traditionelle beboelsesbygninger er kendetegnet ved at have en mur bygget rundt om huset. Denne tradition er videreført i de byområder, hvor aymaraerne bebor i dag, og mange huse i den ellers tæt befolkede by El Alto har således en mur omkring sig.
Aymarafolket er kendt for deres traditionelle musik, der ofte fremføres af musikgrupper. Musikken er en væsentlig del af de mange ceremonier og festivaler. De mest almindelige instrumenter er messingblæsere med bidrag fra trommer og traditionelle fløjter fra Andes-regionen (kena og sampoña). Der benyttes også ofte en mini-mandolin ("charango"), der fremstilles af bæltedyrets skind/panser.
Sygdomme behandles i dag ved hjælp af moderne medicin og lægevidenskab, men traditionel medicin og "medicinmænd" er fortsat vidt udbredte. Naturmedicin er vidt udbredt og udvindes fra panter og rødder og indtages på forskellig vis. Medicin i form af animalske eller mineralske produkter anvendes også.
Hovedparten af aymaraernes nutidige bykultur udspringer af arbejderkvartererne i La Paz, såsom Chijini og andre. De aymariske kvinder er som Quechuaerne kendt for at gå med bowlerhat. Moden med bowlerhatte udsprang i 1920'erne. Ifølge en overlevering opstod moden, da et parti bowlerhatte blev sendt fra Europa til Bolivia via Peru til brug hos de europæere, der arbejdede med at anlægge jernbaner i området. Da hattene var for små til europæerne, gav man dem til de lokale. Kvindernes klædedragt Chola (bowlerhat, awayu (en slags sjal, der kan bruges til at bære ting og børn med), store skørter, støvler, etc.), der er et ikon for Bolivia, udsprang fra La Paz, og er i dag en tøjstil, der udgør en etnisk identifikation af aymaranske kvinder.
Kunstmaleren Roberto Mamani Mamani med aymara-etnicitet anses for værende blandt Bolivias mest kendte nulevende kunstnere.
Chairo er et traditionelt aymara måltid. Chairo er en slags stuvning bestående af chuño (kartoffelmel), løg, gulerødder, kartofler, majs, oksekød og hvedekerner krydret med bl.a. koriander. Retten er populær i La Paz regionen. Mange aymara-retter indeholder ingrediensen aji, en stærk peber, der anvendes til at krydre maden. En anden traditionel ret er "olluco con charqui", en ret der består af ullucus (en populær rodfrugt i Andes) med tørret lama-kød og forskellige grøntsager (typisk bønner, ris m.v.). Det er dog ikke ofte, at lamakød spises, da lamaerne er vigtige for produktionen af uld og som pakdyr. Fisk fra Titicacasøen er også en vigtigt kilde til føde for aymaraerne.

## Religion
Størstedelen af aymaraerne er i dag katolikker. Oprindelige religiøse islæt fra før den spanske kolonisering er dog vidt udbredt og praktiseres parallelt, og en række oprindelige ritualer og ceremonier udføres fortsat, ofte i forbindelse med ellers katolske ceremonier. Bjerge, floder, søer m.v. anses at være hellige steder beboet, eller personificeret, af forskellige ånder.
En række personer formidler kontakten til ånderne, såsom yatiri (guddommelig) og laiqa og paqu (udøvere af hvid magi og sort magi). Formålet for disse personer er at opnå balance mellem menneskene og naturens fænomener. Magi bruges ved fødsler, til behandling af sygdomme, til kontrol af vejret osv.
Begravelsesceremonier afholdes for de døde, der gives tøj og mad/drikke med på rejsen til højlandet, hvor deres ånder hviler. En serie af ritualer (der løber i op til ti år) følger de afdøde, der løbende mindes og modtager gaver, således at de ikke hævner sig på de levende.

## Politik
Aymaraerne og andre oprindelige folkeslag har dannet en række bevægelser og organisationer til opnåelse af større selvstændighed og politisk indflydelse. Sådanne organisationer er bl.a. guerillabevægelsen Tupac Katari Guerillahær ledet af Felipe Quispe og Movimiento al Socialismo (MAS), et politisk parti etableret af Cocalero-bevægelsen og Evo Morales. Disse organisationer har været politisk aktive i Bolivia gennem de seneste 20-30 år, herunder i forbindelse med den Bolivianske gaskrig i 2003 og de deraf følgende uroligheder i 2003-2006.
Felipe Quispes mål er at etablere en uafhængig stat af oprindelige folk. Organisationen har foreslået navnet Qullasuyu til en sådan stat, opkaldt efter navnet på den østlige (og hovedsagelig Aymara-beboede) region i Inkariget, der dækkede den sydøstlige del af nutidens Peru og det vestlige Bolivia.
Evo Morales en en amayansk Coca-dyrker fra Chapare provinsen. Med Morales i spidsen indgik Movimiento al Socialismo (MAS) alliancer med andre oprindelige folk i Bolivia og med fattige indbyggere og har skabt en bred venstreorienteret koalition i landet. Morales stillede op til flere præsidentvalg og blev valgt til præsident i 2005. Han blev genvalgt i 2009 og 2014 med stort flertal, men måtte fratræde i 2019 efter beskyldninger om omfattende valgsvindel.

## Eksterne links
- Wikimedia Commons har flere filer relateret til Aymara
- aymara.org Arkiveret 26. december 2004 hos  Wayback Machine; en hjemmeside med artikler og essays om aymaraernes kultur (spansk)
- NGO Chakana Arkiveret 4. oktober 2006 hos  Wayback Machine